# Getholmen (Nacka)

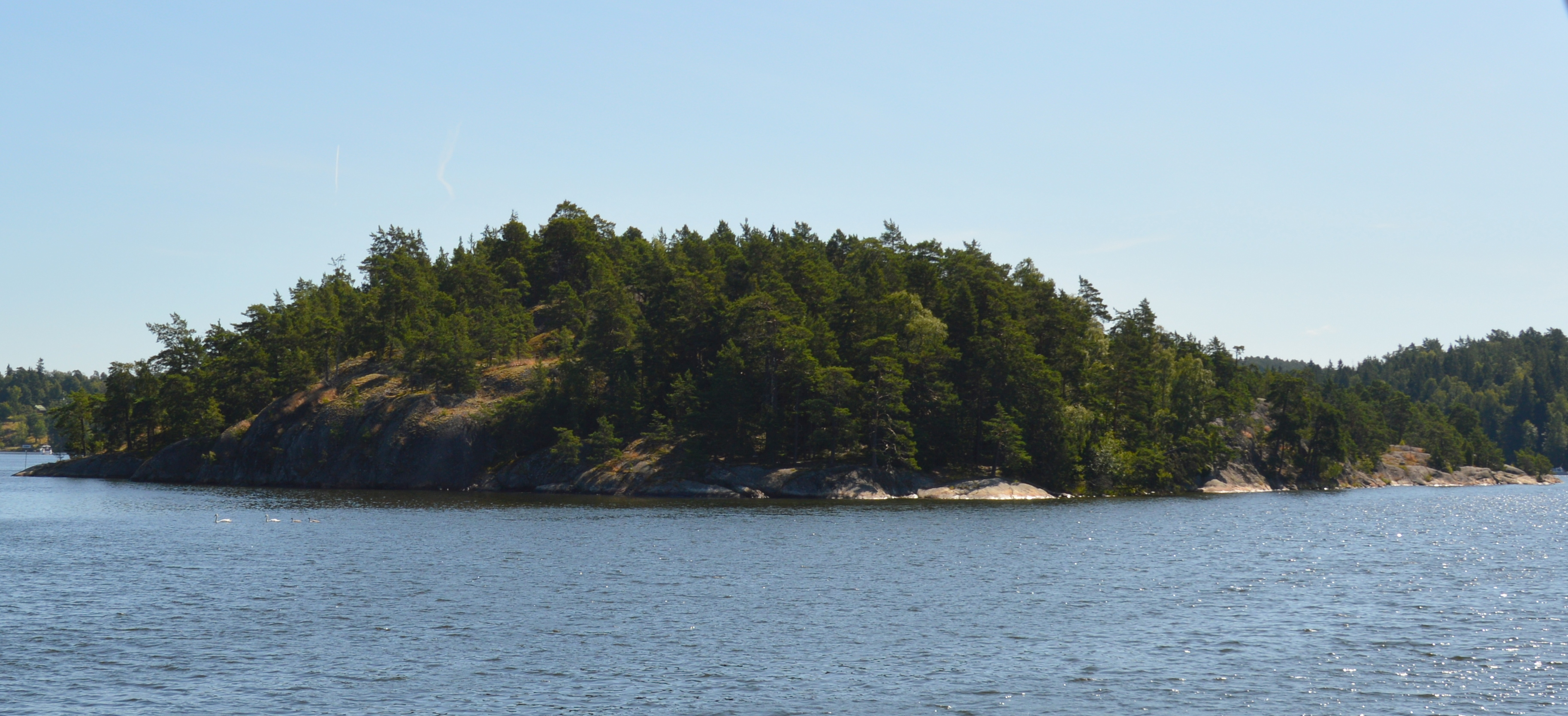
Getholmen, Blick von Norden

Getholmen ist eine zu Schweden gehörende Insel im Stockholmer Schärengarten.
Die unbewohnte und unbebaute Insel gehört zur Gemeinde Nacka und liegt südlich der Insel Tegelön. Getholmen ist bewaldet und erstreckt sich von Nordwesten nach Südosten über etwa 300 Meter, bei einer Breite von bis zu ungefähr 150 Meter.
Nördlich der Insel liegt in einer Tiefe von 15 Metern ein 20 Meter langes Schiffswrack. Östlich von Getholmen liegt in 21 Metern tiefe mit dem als Östra Getholmsvraket bezeichneten hölzernen Wrack ein weiteres gesunkenes Schiff.